# Endelkachew Makonnen
Endelkachew Makonnen (Addis Abeba, 8 settembre 1927 – 23 novembre 1974) è stato un politico etiope, Primo ministro dell'Etiopia dal marzo al luglio 1974.